# Fiorde Sea Leopard
O Fiorde Sea Leopard (em inglês: Sea Leopard Fjord; tradução: Fiorde da Foca-leopardo) é um fiorde (baía) com uma milha (1.6 km) de largura entre Bellingshausen e o Cabo Luck na parte sudeste da Baía das Ilhas, Geórgia do Sul. Mapeado em 1912-13 por Robert Cushman Murphy, naturalista americano a bordo de um brigue.

 Este artigo incorpora material em domínio público  de United States Geological Survey   , documento "Fiorde Sea Leopard" (conteúdo do Geographic Names Information System).